# Долна-Кула
Долна-Кула (болг. Долна кула) — село в Болгарии. Находится в Кырджалийской области, входит в общину Крумовград. Население составляет 163 человека.

## Политическая ситуация
В местном кметстве Долна-Кула, в состав которого входит Долна-Кула, должность кмета (старосты) исполняет Мехмед Юзеир Ахмед (Движение за права и свободы (ДПС)) по результатам выборов.
Кмет (мэр) общины Крумовград — Себихан Керим Мехмед (Движение за права и свободы (ДПС)) по результатам выборов.